# 获得膜
获得膜（acquired pellicle），是牙齒表層的一種組織。出牙时，牙冠被牙釉质表皮（牙胚遗留有机组织）覆盖，但是这一层牙釉质表皮很快就会因摩擦力而消失，其过程中通过口水和口腔内部细菌的酶的作用力来实现。就这样，在牙釉质表面形成了一层具有保护功能的液态层，被称作获得膜或唾液薄膜。
获得膜是一种在牙齿表面的软沉淀，薄薄的一层，成份是唾液糖蛋白（salivary glycoproteins，縮寫 SG）。它选择性的吸附在牙齿表面的羟磷灰石结晶（hydroxyapatite crystal，縮寫 HC）上。它是一种无细胞、无固定形状的、非溶解、半透明、有光泽的软沉淀。它不仅除了可以粘粘在牙齿表面，也可以附着在牙垢（tartar）或牙齿修复体（dental restoration）。
研究表明，获得膜组造一层可以限制由链球菌代谢所产生的酸对牙齿制造去矿化（demineralization）的保护屏障，除此之外，起到润滑剂的作用，以此可以保持牙齿表面湿度，使牙齿面磨损最小化，同时它也会作为一种牙科微生物膜的前体。
正常状态下，获得膜并不会在简单的口腔清洗之后而脱离牙齿表面，而是只能通过初级预防程序实现,但因HC（羟磷灰石结晶）的钙 磷离子和 带有相反能量团的SG（唾液糖蛋白）之间有着稳定的离子相互作用，在短暂时间里又会恢复获得膜在牙齿表面的吸附。获得膜在牙齿表面的厚度为0.1－0.8um,最厚为牙龈缘部分。
在获得膜形成之后，段时间内，会是牙科微生物寄居的第一位置，这样就形成了牙菌斑（dental plaque），因为在获得膜位置富有微生物必须的营养物质，例如富含脯氨酸（proline）唾液蛋白通过微生物胶原酶裂解为自由的氨基酸肽键和粘蛋白，这些物质将被螺旋菌和放线菌吸收代谢掉。
微生物与获得膜之间的连接：
- 在获得膜表面部有镶嵌点（binding sites） 只和那些具有针对镶嵌点特殊细胞膜受体的微生物连接，在牙科微生物种群中具有这些特殊的细胞膜受体的有变形链球菌（streptococcus mutans），血链球菌（streptococcus sanguis）倾向寄居于龈上菌斑，唾液链球菌（streptococcus salivarius）多数寄居于舌头面部，唾液里。
- SG的碳水化合物部分也可以提供连接受体于具备粘附素（adhesins）的牙科微生物，变形链球菌和血链球菌具有名为外源凝集素（lectin）的粘附素可选择性识别碳水化合物部分受体，进而与之形成连接。